# Muzeum Narodowe Grenlandii
Muzeum Narodowe Grenlandii – muzeum historii i archeologii w Nuuk, założone w połowie lat 60. XX wieku. Narodowa instytucja kultury na Grenlandii.
Muzeum mieści się w obszernym budynku dawnej hali magazynowej z 1936 roku. Do zadań i obowiązków muzeum należy archiwizacja pamiątek i artefaktów związanych z archeologią, historią najnowszą, sztuką i rzemiosłem artystycznym. Zawiera także kolekcję niektórych zbiorów z Duńskiego Muzeum Narodowego. Do zbiorów muzeum należą także mumie z Qilakitsoq (szczątki trzech kobiet i półrocznego dziecka).